# Рябцева, Жанна Анатольевна
Жа́нна Анато́льевна Ря́бцева (род. 8 декабря 1977, Верхнее Дуброво, Белоярский район, Свердловская область, РСФСР, СССР) — российский общественный и политический деятель, депутат Государственной думы VIII созыва с 2021 года. Член Центрального штаба ОНФ.

## Биография
Жанна Рябцева родилась 8 декабря 1977 года в поселке Верхнее Дуброво Белоярского района Свердловской области. В 2000 году окончила Уральский государственный технический университет (Екатеринбург), получив диплом с отличием. В 2001—2014 годах работала в ОАО «Пневмостроймашина», где прошла путь от контролера ОТК литейно-термического цеха до заместителя генерального директора предприятия. В 2002 году вступила в партию Единая Россия, в 2011 году окончила РАНХиГС при Президенте РФ.
С 2014 по 2021 год Рябцева была руководителем регионального исполкома ОНФ в Свердловской области. В сентябре 2021 года была избрана депутатом Государственной думы VIII созыва по партийным спискам и стала заместителем председателя комитета по экологии, природным ресурсам и охране окружающей среды.
На фоне вторжения России на Украину Рябцева была включена в санкционный список Евросоюза, так как «поддерживала и проводила действия и политику, которые подрывают территориальную целостность, суверенитет и независимость Украины, которые ещё больше дестабилизируют Украину». Кроме того, её включили в санкционный список США за «соучастие в войне Путина» и «поддержку усилий Кремля по вторжению в Украину». Госдеп США заявил что депутаты Госдумы используют свои полномочия для преследования инакомыслящих и политических оппонентов, нарушают свободу информации, ограничивают права человека и основные свободы граждан России. На тех же основаниях Рябцеву включили в санкционные списки Великобритании, Канады, Швейцарии, Австралии, Японии, Украины и Новой Зеландии.
22 июня 2024 года Рябцева заявила, что нападение гитлеровской Германии на СССР 22 июня 1941 года осуществлялось «при поддержке коллективного Запада», употребив неизвестное исторической науке понятие «натовский нацизм».
Призвала рожать детей в 18-19 лет: «Нужно уже семьи формировать в институтах, потому что лучшие семьи — студенческие, которые потом идут по жизни вместе. Самое главное, чтобы у девушки, у молодого человека уже была вторая половинка. Чтобы это было не просто какое-то увлечение, чтобы они понимали, что они друг с другом идут вместе. И тогда можно рожать в 18-19 лет, когда ты понимаешь, что рядом с тобой человек, который с тобой на всю жизнь».
Рябцева замужем, у неё двое детей.